# Dryopetalon palmeri
Dryopetalon palmeri là một loài thực vật có hoa trong họ Cải. Loài này được (S.Watson) O.E.Schulz mô tả khoa học đầu tiên năm 1929.